# میلوش دگنک
میلوش دگنک (‎/ˈmɪlɒʃ ˈdɛɡənɛk/‎ MIL-osh DEG-ə-nek; سیریلیک صربی: Милош Дегенек, تلفظ [mǐloʃ děɡenek];؛ زادهٔ ۲۸ آوریل ۱۹۹۴) بازیکن فوتبال اهل استرالیا است.
از باشگاه‌هایی که در آن بازی کرده‌است می‌توان به باشگاه فوتبال اشتوتگارت و باشگاه فوتبال مونیخ ۱۸۶۰ اشاره کرد.
وی همچنین در تیم‌های ملی فوتبال استرالیا بازی کرده‌است.